# Miracle de la fiole d'huile
Le miracle de la fiole d'huile (hébreu : נס פך השמן Nes pakh hashemen) est une aggada consignée pour la première fois dans le Talmud de Babylone, selon laquelle les Maccabées victorieux découvrent, après la libération du Second Temple de Jérusalem, que les huiles destinées à l’allumage de la Menorah du Temple ont été profanées à l’exception d’une fiole qui ne devrait pas suffire plus d’un jour ; c’est pourtant grâce à cette fiole qu’ils parviennent à allumer le candélabre pendant huit jours jusqu’à la fabrication d’huiles nouvelles. 
C’est, selon la tradition babylonienne, ce miracle — et non l’issue de la révolte des Maccabées — que commémore la fête juive de Hanouka, et c’est en tout cas de ce récit que découlent la plupart des observances propres à la fête.

## Description du miracle
Le Talmud, afin d'expliquer ce qu'est (ou pourquoi l'on célèbre) Hanoucca, cite une tradition consignée dans la Meguilat Taanit (bien que les témoins de ce texte ne le mentionnent pas) comme suit : « le 25 kislev, au cours des huit jours de Hanoucca, il est interdit de faire des éloges funèbres et de jeûner car lorsque les Hellènes ont pénétré dans le Temple, ils y ont rendu impures toutes les huiles et lorsque la royauté des Hasmonéens s'est renforcée et les a vaincus, on a vérifié et on n'a trouvé qu'une flasque d'huile qui portait le sceau du Grand-Prêtre ; il n'y en avait assez que pour allumer un jour [mais] il y a eu un miracle et on a éclairé avec elle pendant huit jours. Une autre année, on a fixé ces jours et on en a fait des jours fériés par la louange et la reconnaissance. »
Bien que simple en apparence, ce récit a suscité de nombreuses questions et interprétations, dans les milieux traditionnels et académiques.

## Questions et interprétations traditionnelles

### Pourquoi ce miracle?
Ce miracle est considéré comme une preuve de l'approbation divine de la révolte des Maccabées. En effet, au vu du principe de toum'a houtara betzibour (« l'impureté a été autorisée dans une foule »), en vertu duquel il est permis aux prêtres de réaliser des offrandes en état d'impureté si toute la foule (ou la majeure partie) l'est également, la menorah du Temple aurait pu être éclairée avec de l'huile impure. On aurait même pu, en vertu du principe d’anouss rahamana patrei (« une personne dans la contrainte est exemptée de la Torah, » c'est-à-dire de réaliser les prescriptions qui s'y trouvent), s'en dispenser totalement. Le fait que les Maccabées aient tenu à utiliser de l'huile pure dans des conditions matériellement impossibles aurait suscité le miracle.

### En quoi consiste le miracle?
D'autres explications ont été tentées qui visaient davantage à son intériorisation : selon le Rim, les Maccabées savaient comment faire durer l'huile, en utilisant par exemple des mèches plus fines. Seulement, la flamme aurait dû être plus faible, or elle aurait brillé de la même manière.

### Pourquoi le célébrer huit jours?
Le Rav Yossef Karo s'interroge quant à lui sur la signification des huit jours. Il est en effet généralement admis que la quantité d'huile était suffisante pour un jour (bien qu'Ahaï Gaon signale une variante textuelle selon laquelle elle ne suffisait même pas pour un jour) ; le miracle n'aurait eu donc lieu que sept jours. Lui-même propose trois réponses mais bien d'autres ont été proposées par la suite.

## Questions et interprétations critiques
D'autres s'étonnent que ce miracle ne soit pas mentionné dans les Livres des Maccabées ni, de façon générale, dans les sources non-rabbiniques. Le monde académique considère cette tradition comme un ajout pharisien tardif, afin de légitimer la célébration d'une victoire militaire en y faisant intervenir la « main » de Dieu.